# 福岡県道232号国見松江線
福岡県道232号国見松江線（ふくおかけんどう232ごう くにみしょうえせん）は、福岡県豊前市を通る一般県道である。

## 概要
豊前市畑から同市大字松江を結ぶ。中村からは椎田道路と接続している。畑地区で豊築林道と交わり、畑 - 角田地区を通る。

### 路線データ
- 起点：福岡県豊前市大字畑
- 終点：福岡県豊前市大字松江（豊前市中村交差点、国道10号交点）

## 路線状況

### 重複区間
- 京築広域農道（豊前市大字畑 - 豊前市大字馬場）

## 地理

### 通過する自治体
- 豊前市

### 交差する道路
| 交差する道路              | 交差する場所 | 交差する場所            |
| ------------------------- | ------------ | ----------------------- |
| 京築広域農道 重複区間起点 | 大字畑       |                         |
| 京築広域農道 重複区間終点 | 大字馬場     |                         |
| 国道10号 / 椎田道路       | 中村         |                         |
| 国道10号                  | 大字松江     | 豊前市中村交差点 / 終点 |

### 沿線
- 畑の冷泉
- 豊前市立角田小学校
- 豊前市立角田中学校